# Siebe Jan Boumaschool
De Siebe Jan Boumaschool, tot 2001 Van Houtenschool genoemd, is een voormalig schoolgebouw aan de Oliemuldersweg 47 aan de rand van het Pioenpark en de gelijknamige Pioenvijver in de Oosterparkwijk in de Nederlandse stad Groningen. Het gebouw was van origine vernoemd naar de Groninger politicus Sam van Houten, die bekendheid verwierf met het Kinderwetje van Van Houten. Het gebouw is sinds 2022 in gebruik als wijkcentrum 'bij van Houten'.

## Architectuur
De school werd in 1931 ontworpen in de stijl van de Nieuwe Zakelijkheid (kubistisch expressionisme) door gemeentearchitect Siebe Jan Bouma, die zich hierbij liet inspireren door Dudok. Het werd opgenomen als bijzonder stedenbouwkundig onderdeel van Plan Oost, een gemeentelijk uitbreidingsplan uit 1931. Het rechthoekige gebouw van twee bouwlagen werd ingericht als openbare lagere school met zeven klassen. Het gebouw werd aan noordzijde voorzien van kademuren en een pergola aan de kant van de Pioenvijver. Voor de buitenmuren werd gekozen voor in ketting- en koppenverband geplaatste geelgrijze Waalsteen. De entree met trapportaal staat haaks op het gebouw en werd in kubistische blokken opgetrokken (deels uit bruine mondsteen) en voorzien van een kenmerkende schoorsteen. Deze schoorsteen kreeg een verticale strook met blauw geglazuurde tegels. Nabij de entree werd een halfronde uitbouw geplaatst voor de hoofdmeester. Langs de noordzijde werden vensters geplaatst om de gangen van daglicht te voorzien. De vensters langs de lokalen aan zuidzijde zijn groter om meer licht binnen te laten.  Langs de noordzijde langs de vijver werd een verhoogd terras aangelegd met bloembakken en een kademuur met een toegangspoort aan westzijde en toegang tot de vijver aan oostzijde. In het aan noordzijde uitstekende trapportaal werden glas in loodramen geplaatst met geometrische motieven. Het gebouw werd in 1932 opgeleverd.
De gemeentelijke school werd in 1947 hernoemd tot Van Houtenschool. De glas in loodramen werden in de jaren 1970 vervangen door gekleurd plexiglas.  
Door het teruglopen van het leerlingenaantal moest deze school in 1978 fuseren met de Henricus Muntingschool, die aan de Resedastraat gevestigd werd en in 1979 de naam Eltjo Ruggeschool kreeg naar wethouder Eltjo Rugge. De school trok toen uit het gebouw en er kwam een dependance in van kleuterschool De Lijsterbes.  
Begin jaren 1990 werd de Eltjo Ruggeschool gefuseerd met de Ligthartschool en de katholieke St. Franciscusschool en werd besloten het gebouw weer in gebruik te nemen als lagere school. Bij een grote restauratie tussen 1993 en 1994 werden de oorspronkelijke kleuren weer aangebracht en werd een replica van het oorspronkelijke glas in loodglas geplaatst naar model van resten van het oorspronkelijke glas in lood, die uit de vuilnisemmer gered kon worden. De Eltjo Ruggeschool werd vervolgens in het gebouw gehuisvest. Deze school hernoemde zich in 2001 tot Siebe Jan Boumaschool.
In 2021 kreeg de school een nieuw onderkomen. Daarop werd in 2022 in samenspraak met een aantal wijkorganisaties door de gemeente besloten om er het wijkcentrum van te maken. 

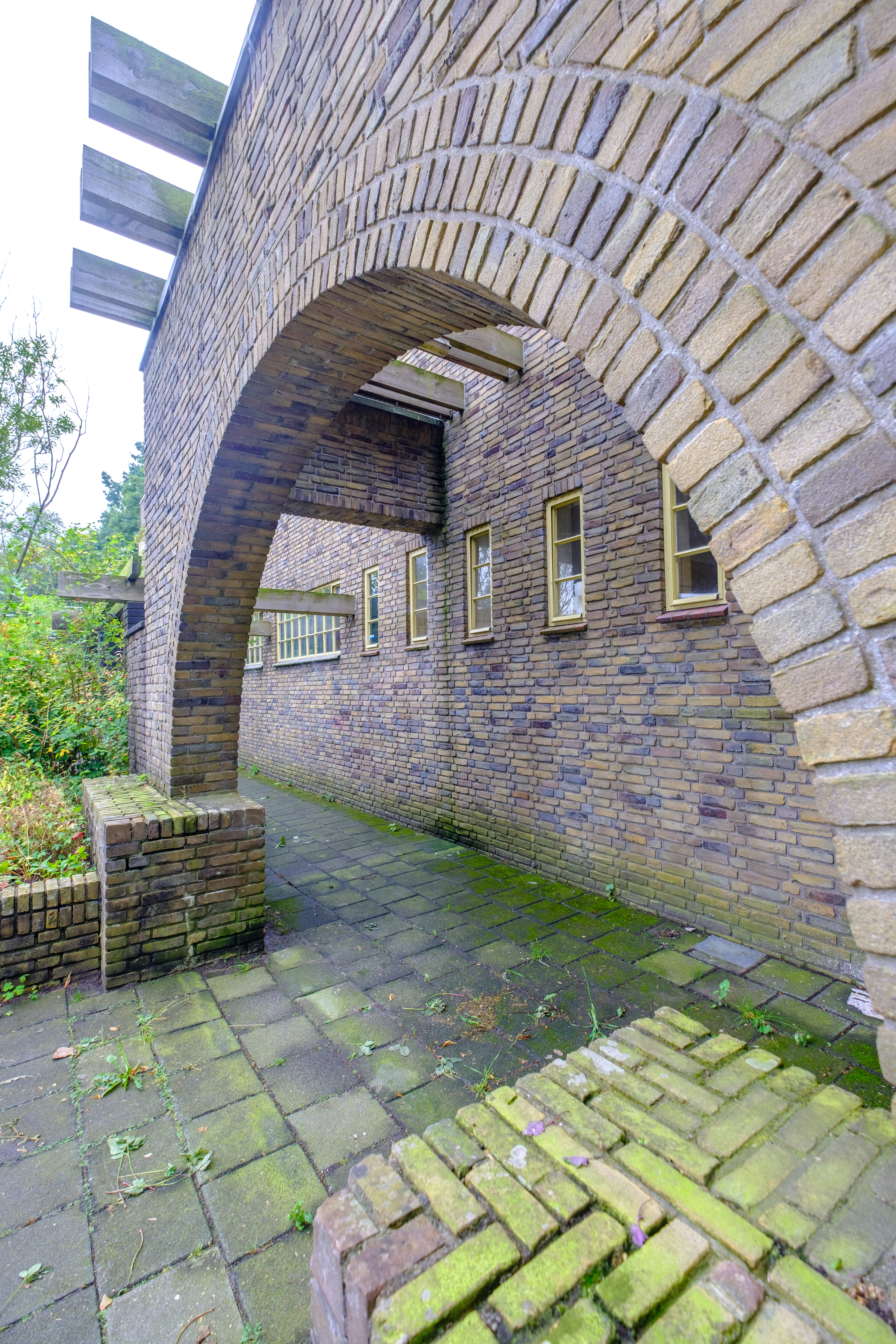
Bakstenen poort naar terras langs Pioenvijver
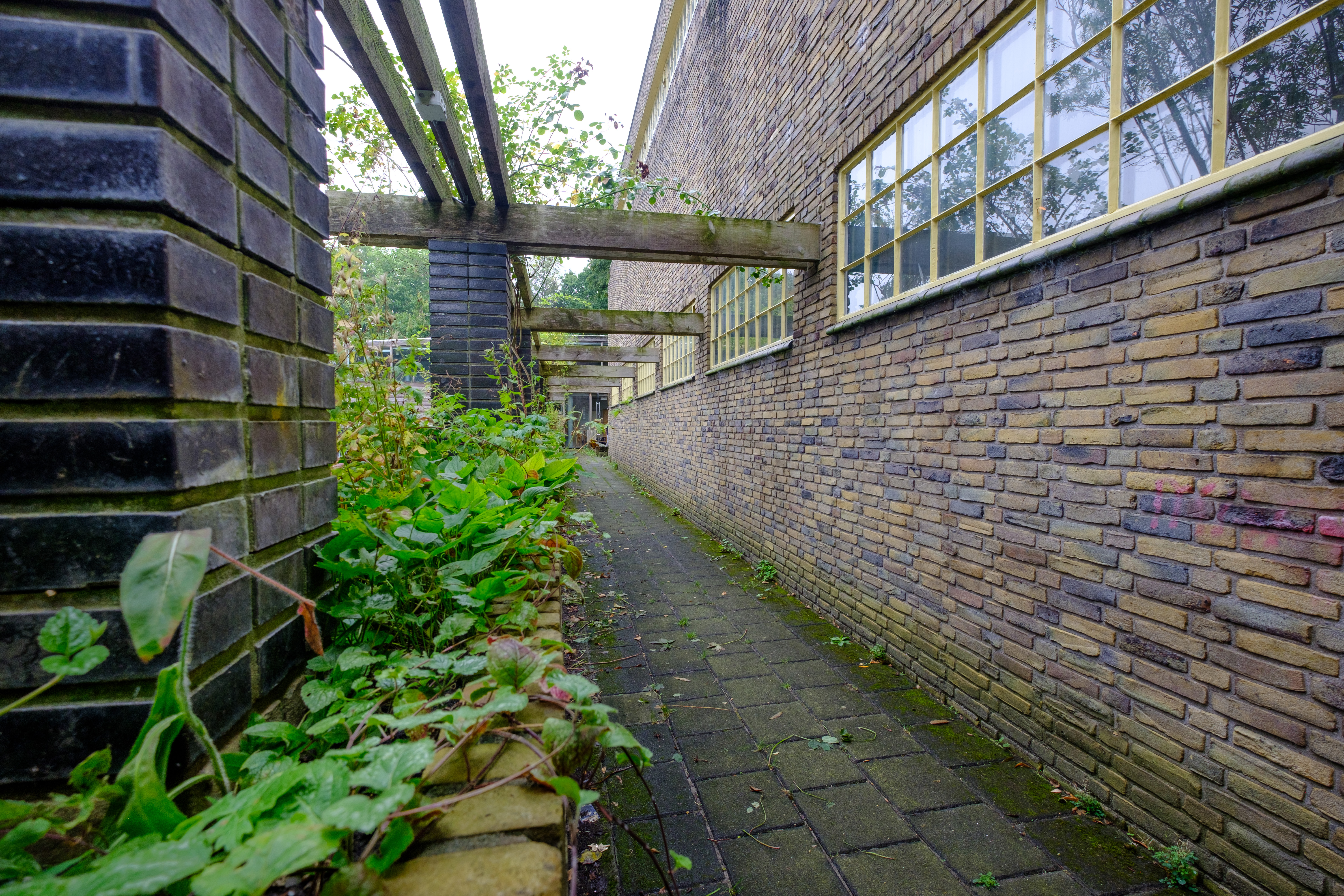
Terras met pergola en kademuren
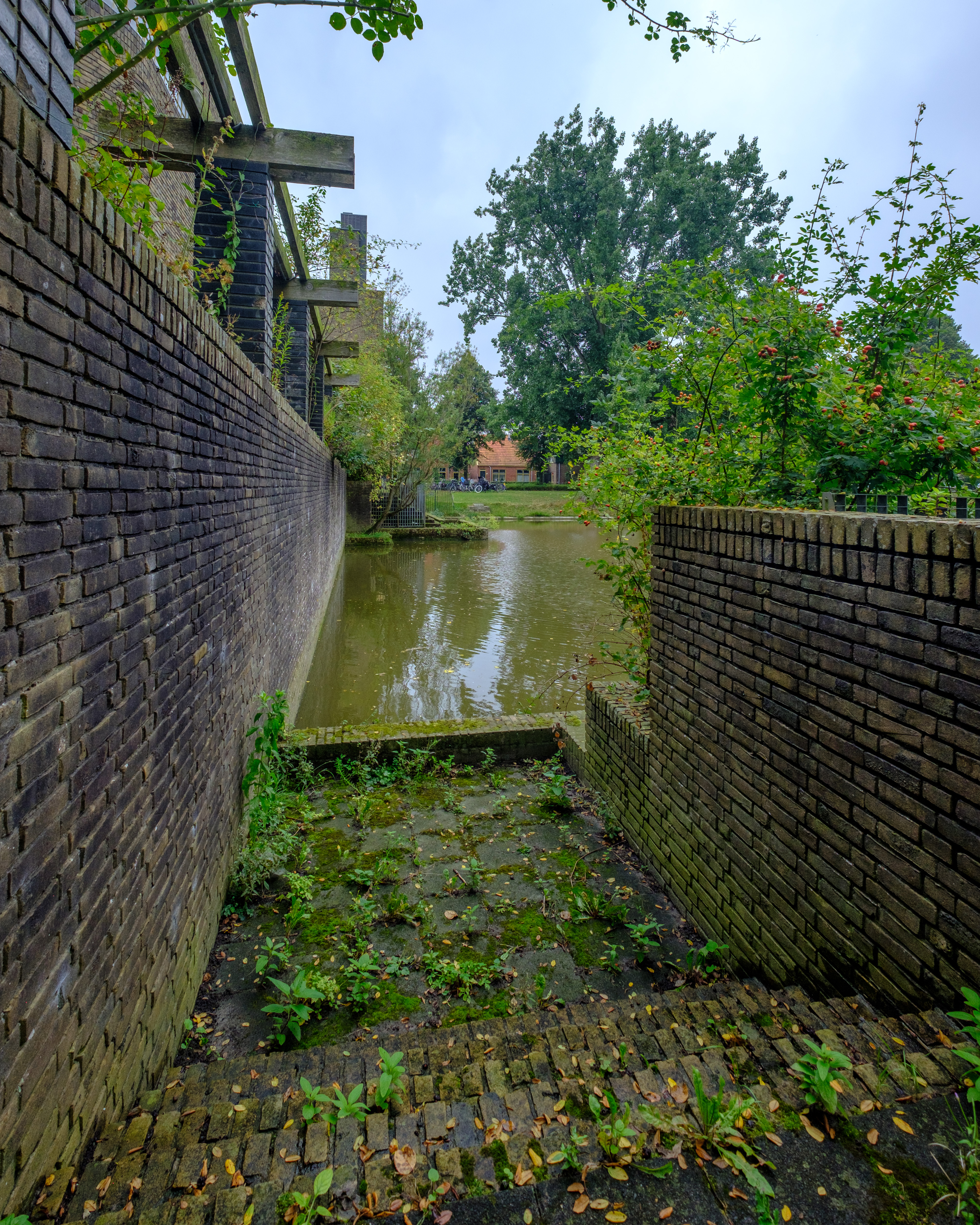
Kade aan de Pioenvijver
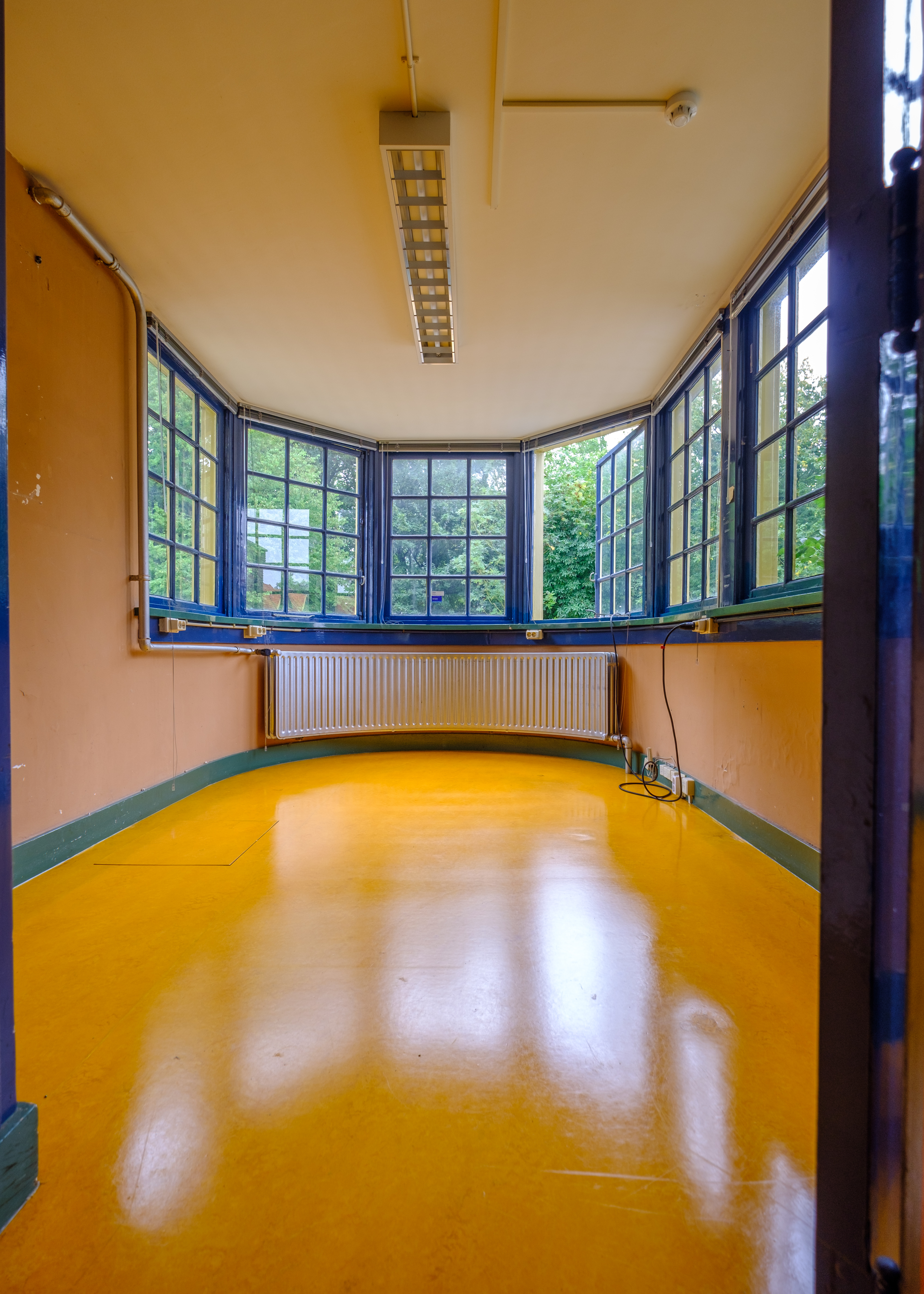
Voormalige hoofdmeesterkamer
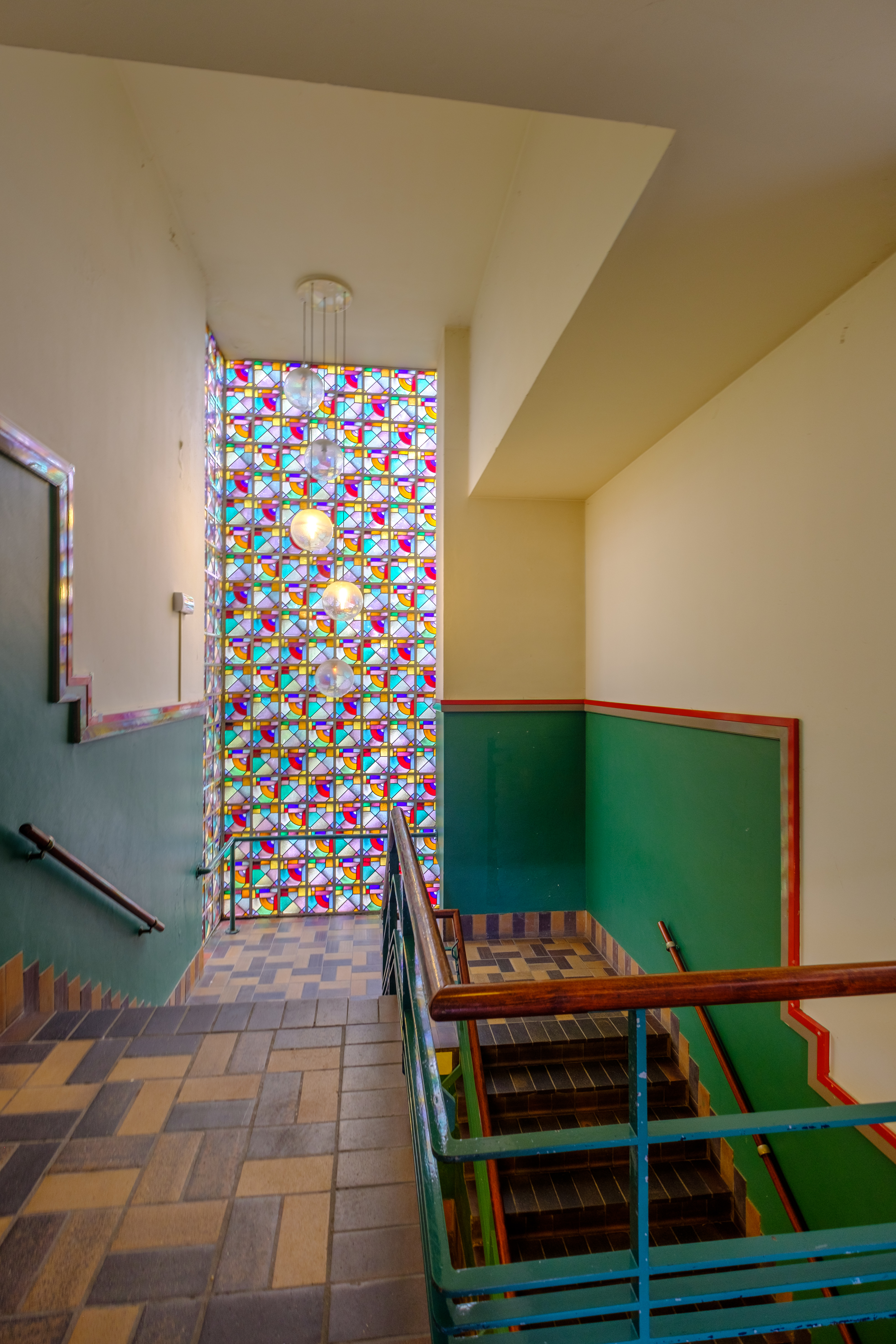
Trappenhuis met glas in lood
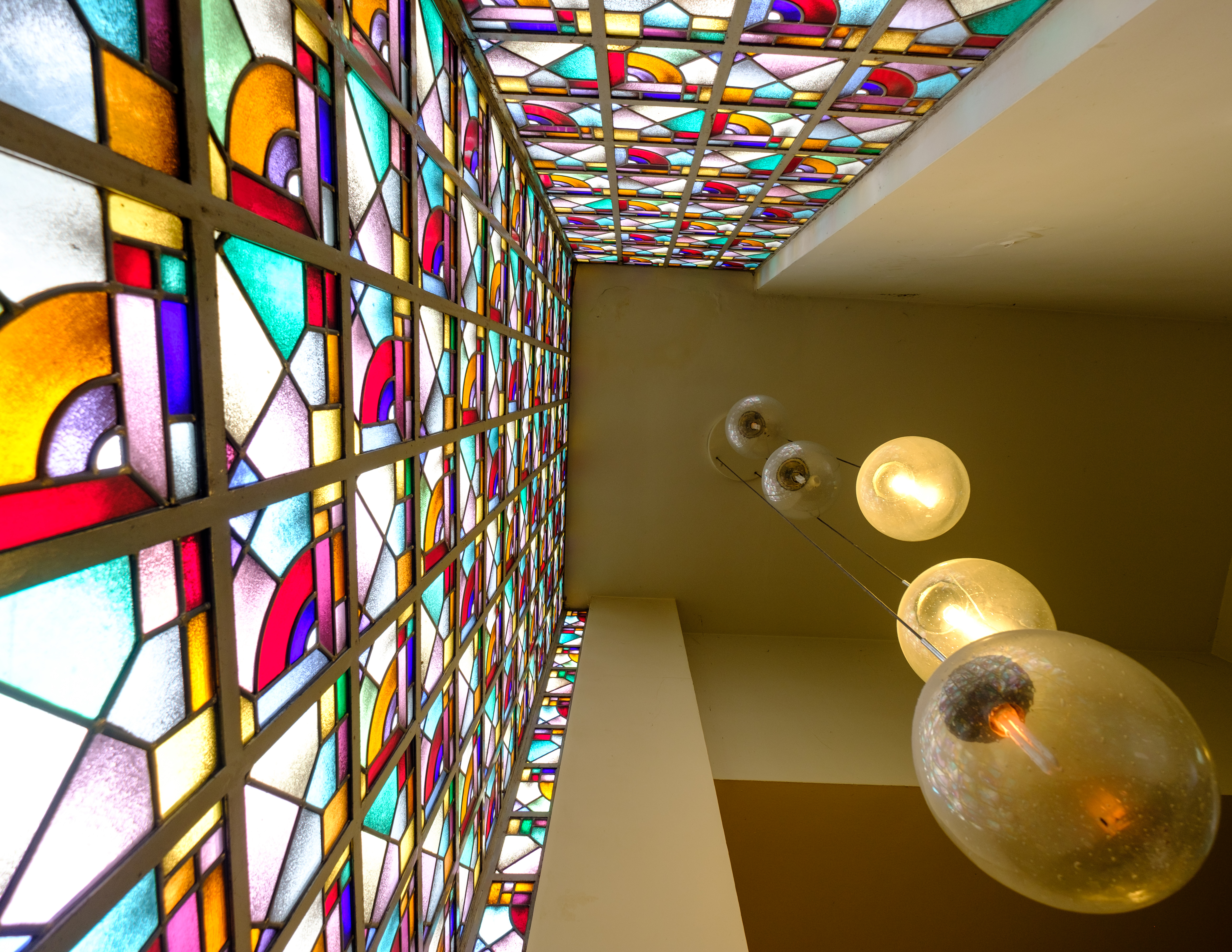
Detail glas in lood met lampen